# Kriangsak Chomanan

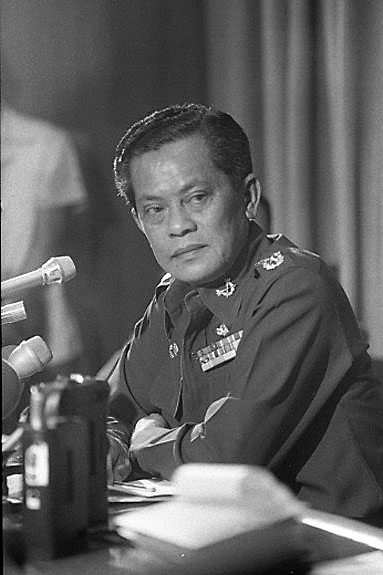
Kriangsak Chomanan (1976)

Kriangsak Chomanan (Thai: เกรียงศักดิ์ ชมะนันทน์, Aussprache: [kriaŋsàk t͡ɕʰáʔmáʔnan]) (* 17. Dezember 1917 in Samut Sakhon, Thailand; † 23. Dezember 2003 in Bangkok) war ein thailändischer Heeresoffizier und Politiker. Der General war von 1977 bis 1980 Ministerpräsident von Thailand und parallel von 1977 bis 1978 Oberkommandierender der thailändischen Streitkräfte.

## Familie
Kriangsak Jamanandana Chomanan wurde als Sohn von Jaern und Jua Chomanan in Samut Sakhon, einem südlichen Vorort von Bangkok, in eine wohlhabende Unternehmerfamilie hineingeboren, die das Handelsunternehmen Mahachai leitet, das sich mit dem Import und Export von Waren zwischen Thailand und den westlichen Ländern sowie Japan befasst. Er heiratete später Khunying Wirat Chomanan, hatte mit ihr einen Sohn (Generalmajor Pongpipat Chomanan) und eine Tochter (Ratanawa). Er starb am 23. Dezember 2003 im Alter von 86 Jahren.

## Ausbildung und Militärkarriere
Seine Ausbildung erhielt Kriangsak an der Samut-Sakorn- und an der Pathum-Kongka-Schule. Er ging dann zur Chulachomklao-Militärakademie und auf das Command and General Staff College der US Army, anschließend auf die Hochschule des thailändischen Heeres und die Hochschule für nationale Verteidigung (Abschlussklasse 5).
Nach seiner Rückkehr diente Kriangsak während des Koreakrieges als Kommandeur des Infanteriebataillons III, das als „Bataillon Kleine Tiger“ bekannt ist. Später wurde er an das Oberste Hauptquartier berufen. Schließlich wurde er zum General ernannt.

## Amtszeit als Ministerpräsident

Kriangsak mit US-Präsident Jimmy Carter in Washington (1979)

General Kriangsak wurde am 11. November 1977 zum Ministerpräsidenten ernannt, nachdem der Staatsverwaltungsrat (State Administration Council) unter Admiral Sangad Chaloryu die Macht übernahm und den vorigen Premierminister, Thanin Kraivichien aus dem Amt drängte.
Kriangsak sorgte während seiner Regierungszeit für verbesserte diplomatische Beziehungen mit den Staaten in Südostasien, insbesondere zu Vietnam, Laos, Kambodscha und Birma (Myanmar). Außerdem unternahm er Reisen nach China und in die Sowjetunion, um neue Bande mit den kommunistischen Supermächten zu knüpfen und auch die wirtschaftlichen Beziehungen zu verbessern.
Darüber hinaus sorgte Kriangsak für die Gründung der Petroleum Authority of Thailand, etablierte das Wissenschaftsministerium (Ministry of Science, Technology and Energy) und gründete die Offene Universität Sukhothai Thammathirat als offene Universität.
Nachdem er die Unterstützung wichtiger Kreise im Militär und auch eine Vertrauensabstimmung im Parlament verloren hatte, trat Kriangsak am 29. Februar 1980 zurück und übergab die Regierungsführung an General Prem Tinsulanonda. Anschließend zog er sich ins Privatleben zurück. Kriangsak starb am 23. Dezember 2003 in Bangkok.

## Anmerkung
1. ↑  Der Vorname wird auch als Kriengsak, der Nachname als Chamanan, Chamanand oder Chomanand transkribiert.